# Piper renitens
Piper renitens är en pepparväxtart som först beskrevs av Friedrich Anton Wilhelm Miquel, och fick sitt nu gällande namn av Truman George Yuncker. Piper renitens ingår i släktet Piper och familjen pepparväxter. Inga underarter finns listade i Catalogue of Life.